# Briesensee
Der Briesensee ist ein Stillgewässer der Stadt Teupitz im brandenburgischen Landkreis Dahme-Spreewald.

## Beschreibung
Der See gehört zur Gemarkung Tornow, einem Ortsteil der Stadt Teupitz. Er liegt im Westen des Naturschutzgebiets Briesensee und Klingeberg in einem Kiefernforst. Der See wird nur von Quellen gespeist und besitzt im Südosten mit dem naturnahen Briesengraben, der durch einen Schwarzerlenwald in östlicher Richtung in den etwa 800 m entfernten Tornower See fließt, seinen einzigen Abfluss.
Der Briesensee ist seit mindestens 50 Jahren stark eutrophiert, was auf seine frühere Nutzung zur Gänsemast zurückzuführen ist. Die Wasserfarbe des Sees ist grünlich, und Unterwasserpflanzen fehlen weitestgehend. Die untere Makrophytengrenze liegt bei 1,20 m. Vereinzelt finden sich kleine Bestände von Weißer See- und Gelber Teichrose sowie von Rauhem Hornblatt. Der 1998 in der südlichen Bucht gefundene kleine Bestand von Krebsschere konnte 2018 nicht mehr nachgewiesen werden. Die steilen Ufer und die Beschattung führen dazu, dass ein Röhrichtgürtel nur stellenweise ausgebildet ist. Am Ufer der südlichen Bucht gibt es ein Torfmoos-Schwingrasenmoor.
Am Briesensee und Briesengraben kommen der Biber und der Fischotter vor, außerdem die Zauneidechse, der Moorfrosch, die Knoblauchkröte, der Laubfrosch, der Kleine Wasserfrosch, die Große Moosjungfer und die Grüne Mosaikjungfer. An seltenen Vögeln sind der Seeadler, der Fischadler, der Eisvogel und der Schwarzspecht zu nennen.
Nördlich des Sees hat die Ortsgruppe Dahmeland des NABU dem Botaniker Adolf Straus (1904–1986) einen Gedenkstein gesetzt.

## Nutzung

### Fischwirtschaft
Der Briesensee wird nicht-gewerblich durch einen privaten Pächter bewirtschaftet. In den 2010er Jahren wurden keine Fanggeräte mehr eingesetzt, vorher gelegentlich Reusen. Die wichtigsten verwertbaren Fischarten waren Schleie und Karpfen, aber auch Aal und Hecht, mit denen er in der Vergangenheit besetzt wurde, sind relativ häufig. Ein Besatz mit Karpfen ist gemäß der Verordnung zum Naturschutzgebiet auf maximal 100 Stück pro Jahr begrenzt.

### Freizeitaktivitäten
Auf dem Briesensee sind alle Wasserfahrzeuge inklusive Surfbrettern und Luftmatratzen verboten. Es ist nicht erlaubt zu baden oder zu tauchen.
Der See liegt an einem mit einem gelben Punkt markierten Rundwanderweg, der über Teupitz, Tornow und Neuendorf führt.